# Кирххёфер, Марвин
Марвин Кирххёфер (нем. Marvin Kirchhöfer; 19 марта 1994, Лейпциг, Германия) — германский автогонщик, чемпион серии Немецкая Формула-3 2013 года.

## Карьера

### Картинг
Марвин провёл свои первые старты в картинговых соревнованиях в пятилетнем возрасте. В 2011 году он выиграл чемпионат Германии по картингу (KF1), завоевав первое место на всех пяти финальных гонках.

### ADAC Formel Masters
В 2012 году Марвин дебютировал в чемпионате ADAC Formel Masters. Первую победу одержал в Ошерслебене, затем одержал победу, стартовав с поул-позиции на гонке в Зандворте.

## Результаты
| Сезон | Серия               | Команда        | Гонки | Победы | Поул-позиции | Быстрейшие круги | Подиумы | Очки | Позиция |
| ----- | ------------------- | -------------- | ----- | ------ | ------------ | ---------------- | ------- | ---- | ------- |
| 2012  | ADAC Formel Masters | Lotus          | 23    | 9      | 7            | 8                | 16      | 329  | 1-й     |
| 2013  | Немецкая Формула-3  | Lotus          | 26    | 13     | 13           | 17               | 25      | 511  | 1-й     |
| 2014  | GP3                 | ART Grand Prix | 16    | 1      | 2            | 4                | 7       | 161  | 3-й     |
| 2015  | GP3                 | ART Grand Prix | 18    | 5      | 1            | 1                | 8       | 200  | 3-й     |